# Xyletinus ater
Xyletinus ater is een keversoort uit de familie klopkevers (Anobiidae). De wetenschappelijke naam van de soort is voor het eerst geldig gepubliceerd in 1796 door Cruetzer in Panzer.